# 亚历山大·米哈伊洛维奇·布特列洛夫
亚历山大·米哈伊洛维奇·布特列洛夫（俄語：Алекса́ндр Миха́йлович Бу́тлеров；1828年9月15日—1886年8月17日），是一位俄国化学家，化学结构理论的主要创立者之一（1857年至1861年），第一个将双键并入结构公式中，是乌洛托品（1859年）、甲醛（1859年）和甲醛聚糖反应（1861年）的发现者。
1862年他首先提出了碳化合物的价键可能是四面体结构的想法。
月球上的布特列洛夫环形山就是以他的名字命名。
亚历山大·布特列洛夫出生于俄罗斯帝国喀山省奇斯托波尔一个地主成分的家庭。

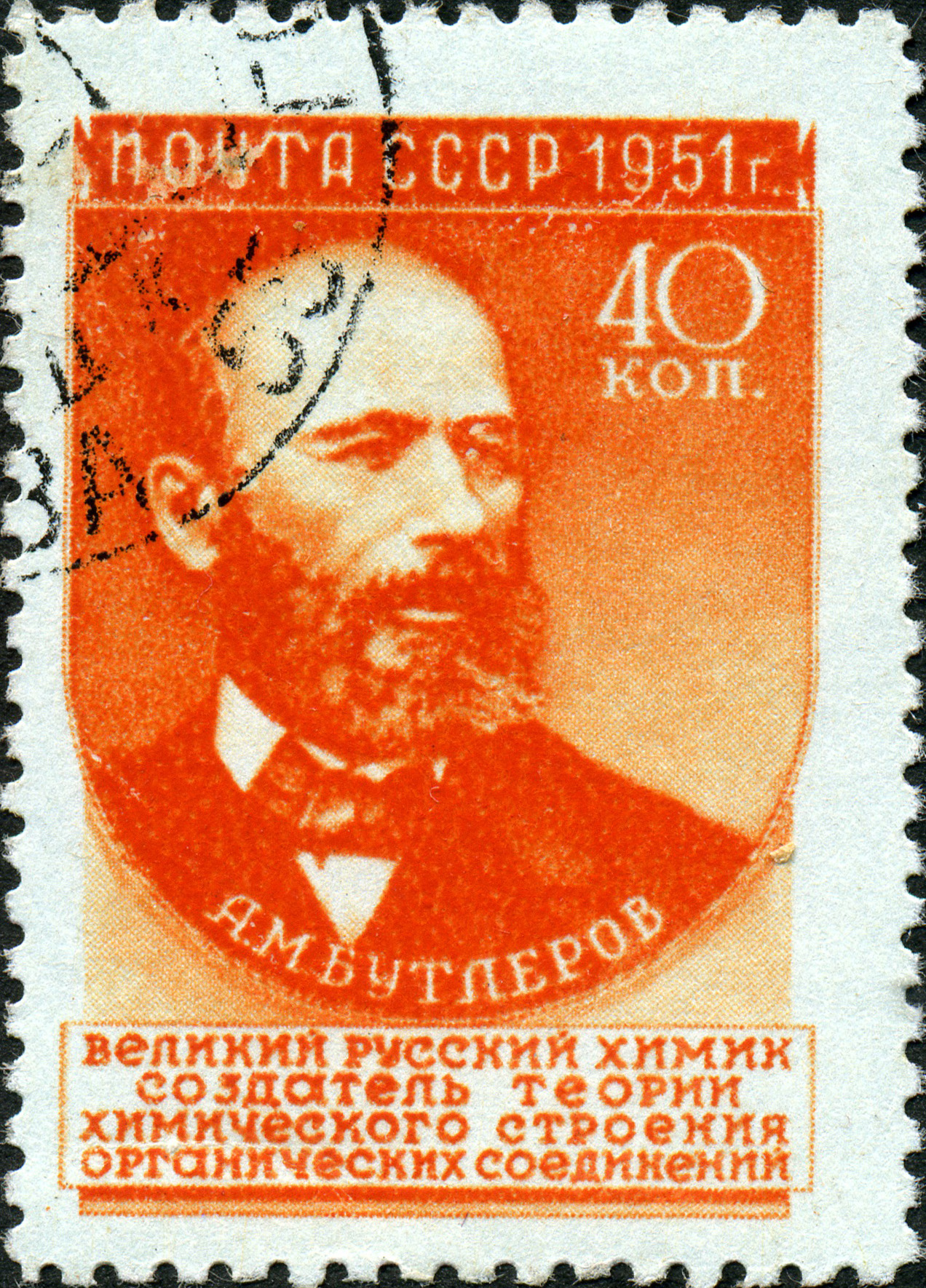
1951年前苏联发行的亚历山大·布特列洛夫邮票

## 参阅资料
1. ↑  . Science History Institute. 2016-06-01  [2021-10-05]. （原始内容存档于2021-11-02） （英语）.

- Leicester, Henry M. . Journal of Chemical Education. 1940-05, 17 (5): 203  [2021-10-05]. Bibcode:1940JChEd..17..203L. ISSN 0021-9584. doi:10.1021/ed017p203. （原始内容存档于2020-09-17） （英语）.
- Arbuzov, B. A. . Bulletin of the Academy of Sciences of the USSR Division of Chemical Science. 1978-09, 27 (9): 1791–1794. ISSN 0568-5230. doi:10.1007/BF00929226 （英语）.
- Rocke, A. J. . The British Journal for the History of Science. 1981-03, 14 (1): 27–57. ISSN 0007-0874. doi:10.1017/S0007087400018276 （英语）.
- Brooks, Nathan M. . The Russian Review. 1998-01, 57 (1): 10–24  [2021-10-05]. ISSN 0036-0341. doi:10.1111/0036-0341.00004. （原始内容存档于2021-10-05） （英语）.